# Urisk
Der Urisk ist nach schottischen Überlieferungen ein Mischwesen aus Ziege und Mensch, aber kein Satyr. Er lebt in Quellen, Seen, Teichen und Wasserfällen in den schottischen Highlands. Beschrieben wird er als ein sehr einsames Wesen, das sich nach menschlicher Gesellschaft sehnt. Sein unheimliches Aussehen soll Menschen verschrecken.

## Verhalten
Wie viele andere Naturgeister ist er im Allgemeinen sehr hilfsbereit und bearbeitet nachts die Felder guter Menschen, allerdings folgt er auch Menschen an einsame Orte.

## Herkunft
Bei dem Begriff Urisk handelt es sich um eine anglisierte Form des schottisch-gälischen Wortes ùruisg. Jede Quelle in Breadalbane hatte einen Urisk und der König der Urisken war Peallaidh in Aberfeldy. Er ist mit den Fuath verwandt.